# Городок (Гомельський район)
Городо́к (біл. Гарадок; рос. Городок) — селище в Руднемаримоновській сільській раді Гомельської області Республіки Білорусь.

## Географія

### Розташування
За 32 км від залізничної станції Якимівка (на лінії Калинковичі — Гомель), 47 км на південний захід від Гомеля.

## Гідрографія
Річка Дніпро.

## Транспортна мережа
Транспортні зв'язки степовою дорогою. Автомобільна дорога Лоєв — Речиця. Планування складається з двох коротких меридіональних вулиць, з'єднаних дорогою. Забудова дерев'яна, садибного типу.

## Історія

### Російська імперія
Засноване у XIX столітті. Початок селища поклав фольварк, господар якого 1857 року володів 735 десятинами, а 1865 року господар другого фольварку володів тут 508 десятинами землі.

### Радянський період
Найбільш активна забудова припадає на 1920-ті роки. 1931 року жителі вступили до колгоспу.

### Німецько-радянська війна
Під час німецько-радянської війни 17 мешканців загинули на фронті.

### Повоєнні роки
У 1959 році — в складі радгоспу імені Некрасова (центр — село Рудня-Маримонова).

## Населення

### Чисельність
- 2004 рік — 13 господарств, 15 мешканців.